# Biltmore Estate

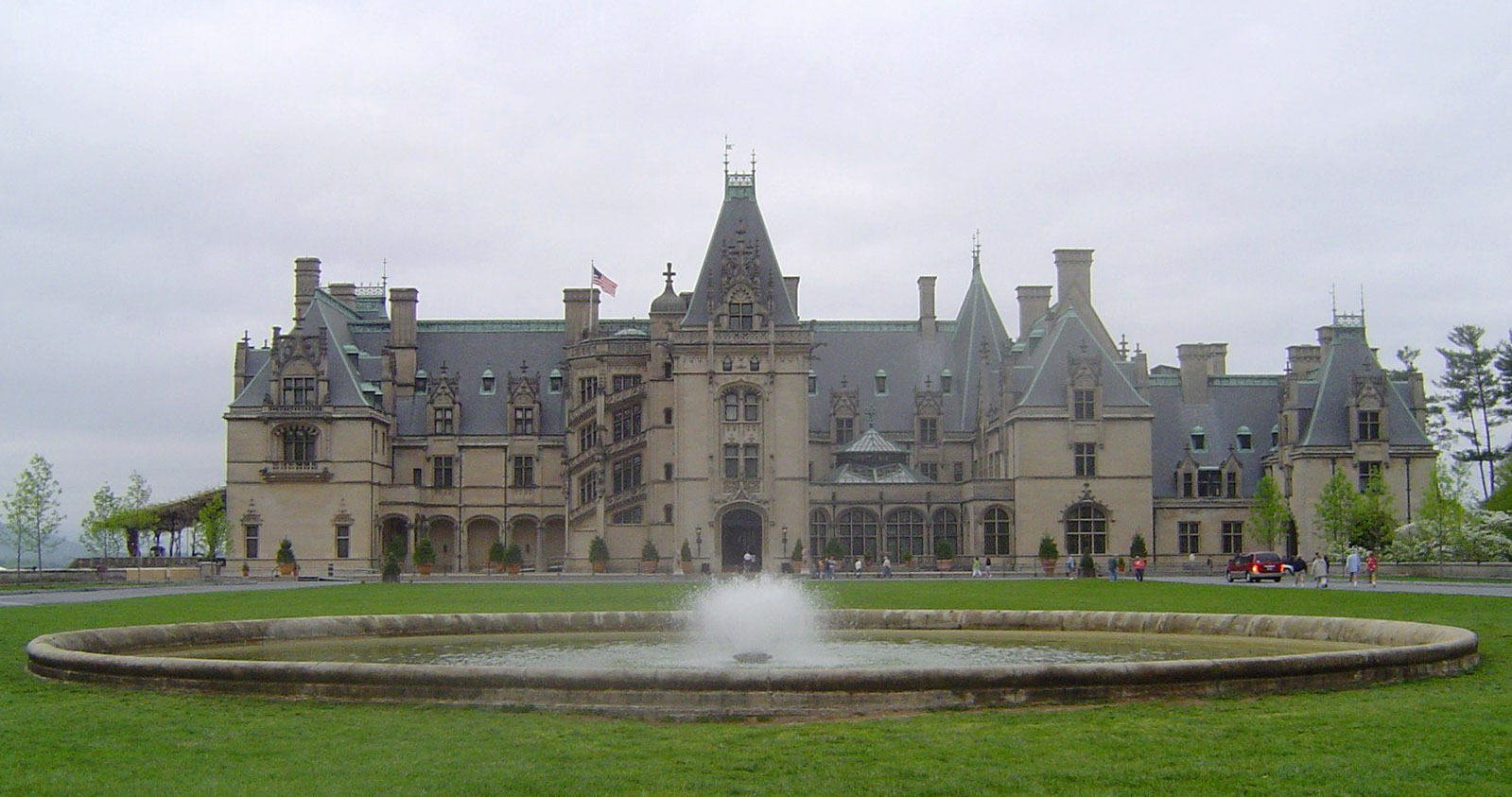
Biltmore house

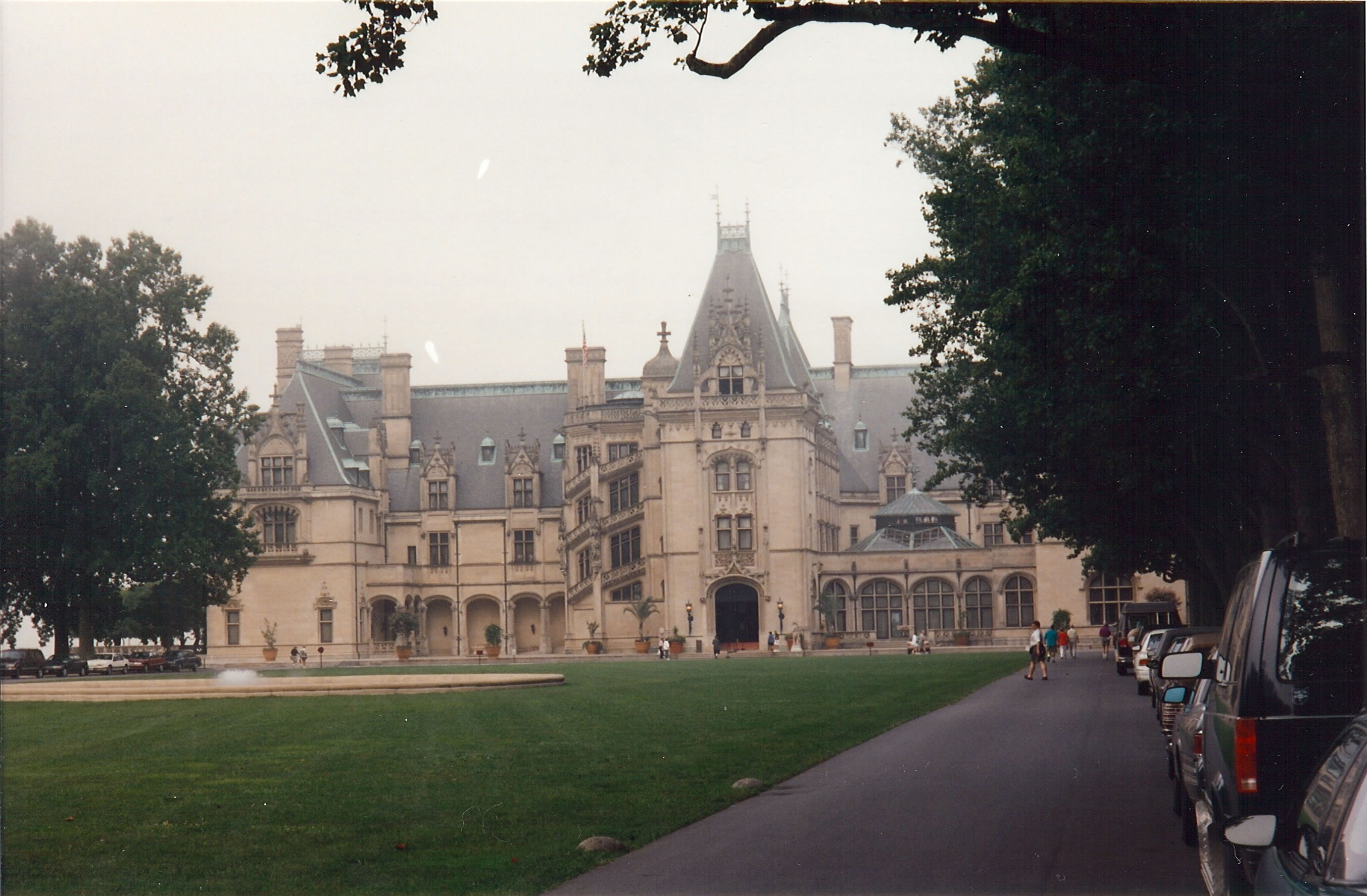
Biltmore house

Biltmore Estate is het grootste woonhuis in de Verenigde Staten. Het is gelegen net buiten Asheville, North Carolina.

## Ontwerp
In 1880 bezocht George Vanderbilt, de vierde zoon van William Henry Vanderbilt, regelmatig samen met zijn moeder Asheville, North Carolina. Hij hield van het gebied, de landschappen en het klimaat. Vandaar dat hij hier een zomerhuis liet bouwen, zijn oudere broers en zussen hadden dit al gedaan in Newport, Rhode Island, Shelburne, Vermont, Florham Park, New Jersey en Hyde Park, New York.
Familiearchitect Richard Morris Hunt kreeg opdracht een huis te ontwerpen naar het voorbeeld van Château de Blois. Frederick Law Olmsted kreeg de opdracht om de tuinen te ontwerpen en Gifford Pinchot ontwierp de parken. Omdat George Vanderbilt het huis geheel zelfvoorzienend wilde maken, werd er ook een boomkwekerij en een kippen-, koeien- en varkenshouderij ondergebracht.
George Vanderbilt nam de landhuizen in Loire Vallei in Frankrijk als voorbeeld voor het Biltmore House. Familie en vrienden van over de hele wereld kwamen naar het huis kijken, zij aten in de eetzaal aan de 64-persoons eettafel. Gasten van over de hele wereld waren verbaasd over het zwembad in de kelder van het huis, de bowling baan, de bibliotheek, de vele kamers die gevuld waren met kunst, de elektrische lift en het intercomsysteem. De uitgestrekte tuinen en parken en het mooie uitzicht over de bergen zorgden voor een grote bekendheid van het huis.

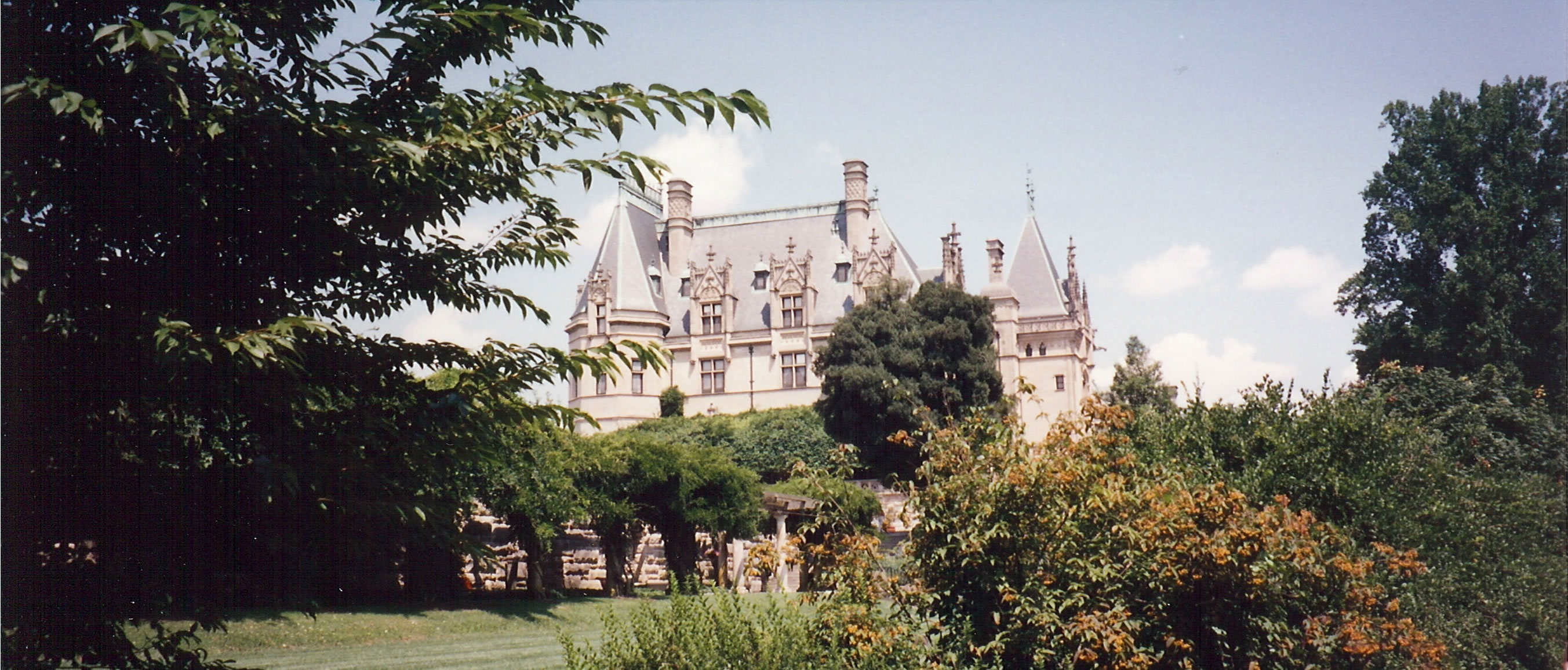
Biltmore house, aanzicht vanaf de tuinen

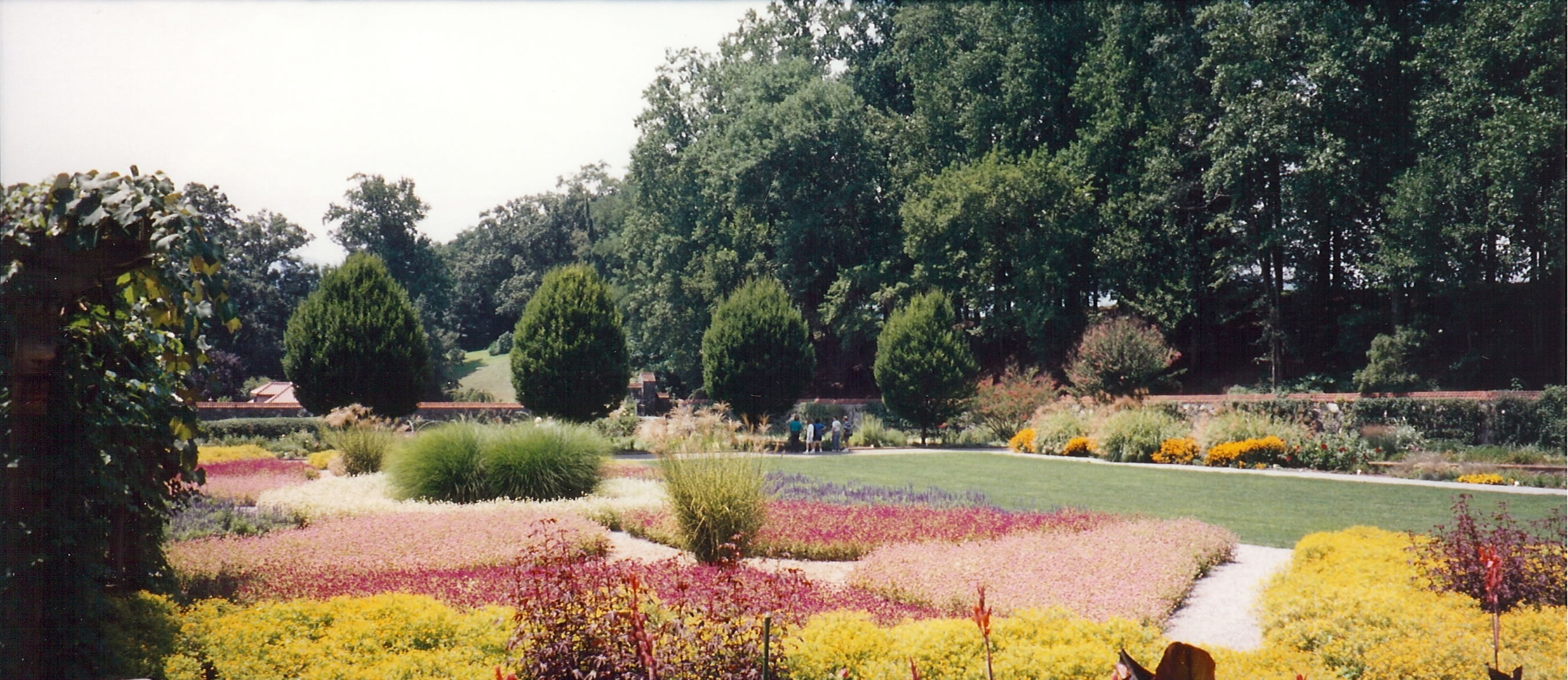
De tuinen

Aan het eind van zijn leven had George Vanderbilt geldproblemen. Verschillende kamers in het huis stonden leeg en 352 km² land werd aan de overheid verkocht voor het Pisgay National Forest. Het huis is tegenwoordig een toeristische attractie, een kleinzoon van George Vanderbilt bezit het huis.
In 1963 is het huis tot nationaal historisch kenmerk aangewezen.
Biltmore House heeft in de volgende films een prominente rol gespeeld: Being There, Richie Rich, The Swan en Hannibal.
Hiernaast kwam het huis voor in de films The Last of the Mohicans, Forrest Gump, Patch Adams, Tap Roots, The Cleaning, Mr. Destiny, My Fellow Americans en The Private Eyes.

## Het huis in cijfers
- 3 keukens
- 3 wasserettes
- 15 werkkamers
- 35 gastenverblijven
- 43 toiletten en badkamers
- >60 personeelsverblijven.
- 65 open haarden
- 250 kamers
- >10 000 boeken in de bibliotheek
- >900 000 mensen bezoeken Biltmore Estate per jaar